# Боднар Ігор Романович
Ігор Романович Боднар (нар. 3 січня 1962, м. Заліщики, нині Україна) — український педагог, майстер писанкарства та паперопластики, народний майстер писанкарства і паперопластики (2008). Переможець Всеукраїнських конкурсів «Моя земля — земля моїх батьків» (1994), «Живи, писанко» (2005), «Художня аплікація соломкою» (2006).

## Життєпис
Закінчив Кам'янець-Подільське технічне училище № 5 (1980, Хмельницька область), біологічний факультет Чернівецького університету (1992). Працював керівником гуртків Заліщицького будинку піонерів (1981); учителем біології, хімії та образотворчого мистецтва в школах Заліщицького району, від 1993 — керівник гуртків декоративно-ужиткового і краєзнавчо-пошукових спрямувань Заліщицького районного будинку дитячої та юнацької творчості.

## Творчість
Персональні виставки у містах Київ та Ужгород (2008).
Автор більше 100 писанок, 50 картин і виробів у техніці паперопластики (оригамі, квілінг, паперокручення). Роботи експонуються у приватних колекціях в Австрії, Італії, Канаді, Польщі, Німеччині та в музеї «Писанка» (м. Коломия Івано-Франківської області).